# Schalqar
Schalqar (kasachisch Шалқар; russisch Шалкар Schalkar) ist eine Stadt im westlichen Kasachstan.

## Geografische Lage
Schalqar liegt im Gebiet Aqtöbe.

## Geschichte
Bereits 1870 befand sich an der Stelle des heutigen Ortes eine kleine Siedlung, die über eine Straße mit Yrghys verbunden war. Mit dem Bau der Trans-Aral-Eisenbahn von Orenburg nach Taschkent Anfang des 20. Jahrhunderts gewann der Ort zunehmend an Bedeutung. In Tschelkar wurde ein Bahnhof eröffnet an dem Dampflokomotiven und Waggons repariert und mit Kohle und Wasser versorgt wurden. Zwischen 1905 und 1907 wurden unter anderem ein Bahnhofsgebäude, ein Lokomotivendepot, ein Krankenhaus und eine zweijährige Schule gebaut.
Der Ort bekam 1928 die Stadtrechte verliehen und hieß zu Zeiten der Sowjetunion Tschelkar (Челкар).

## Bevölkerung
Bei der Volkszählung 1999 hatte Schalqar 26.329 Einwohner. Die Volkszählung 2009 ergab für den Ort eine Einwohnerzahl von 26.574. Bei der letzten Volkszählung 2021 lebten 27.833 Menschen in Schalqar. Die Fortschreibung der Bevölkerungszahl ergab zum 1. Januar 2025 eine Einwohnerzahl von 27.852.
| Einwohnerentwicklung               | Einwohnerentwicklung | Einwohnerentwicklung | Einwohnerentwicklung | Einwohnerentwicklung | Einwohnerentwicklung | Einwohnerentwicklung | Einwohnerentwicklung |
| ---------------------------------- | -------------------- | -------------------- | -------------------- | -------------------- | -------------------- | -------------------- | -------------------- |
| 1939                               | 1959                 | 1970                 | 1979                 | 1989                 | 1999                 | 2009                 | 2021                 |
| 12.996                             | 17.236               | 19.377               | 22.150               | 28.899               | 26.329               | 26.574               | 27.833               |
| Anmerkung: Volkszählungsergebnisse |                      |                      |                      |                      |                      |                      |                      |

## Verkehr

### Eisenbahn
Der Bahnhof von Schalqar liegt an der Trans-Aral-Eisenbahn. Am 22. August 2014 eröffnete der kasachische Präsident Nursultan Nasarbajew den 496 km langen Teilabschnitt Schalqar – Beineu (496 km), der eine Verkürzung für den Gütertransport aus der Volksrepublik China zu den Häfen am Kaspischen Meer (Aqtau) bzw. über Russland nach Europa darstellt.

### Fernstraße
Durch die Stadt verläuft die Fernstraße A26.